# Annie Silva Pais
"Annie" Silva Pais (Lisboa, 1 de dezembro de 1935 – Cuba, 13 de julho de 1990) era filha de Fernando da Silva Pais (o último diretor da PIDE/DGS) e da sua mulher Armanda Palhota. Casada com o diplomata suíço Raymond Quendoz, é com ele que vai viver para Cuba, nos primeiros anos da revolução que derrubou Fulgêncio Batista. Aí, conhece o revolucionário Che Guevara e torna-se bastante próxima dele, eventualmente deixando o marido. Depois da Revolução de 25 de Abril de 1974, com o pai preso, regressa a Portugal, mas volta a Cuba em 1981, onde morre, em 1990.

## Biografia
Ana Maria Palhota da Silva Pais nasceu em Lisboa a 1 de dezembro de 1935, filha única de Fernando da Silva Pais e da sua mulher Armanda Angelina Palhota da Silva Pais, e cresceu no Bairro das Colónias, em Arroios.
Em 1960, conheceu o diplomata da Suíça Raymond Quendoz (de 36 anos) e casaram-se em três meses. Apelidada de Annie pelo marido, mudou-se com ele para Cuba em 1962. Com tempo, começou a manifestar bastante entusiasmo pelos revolucionário, especialmente Che Guevara.
Em 1965, desapareceu durante meses, pondo em causa a carreira do marido, que foi questionado se a sua mulher era uma espiã dos revolucionários, algo que nunca foi confirmado. Graças aos seus conhecimentos de alemão, francês, castelhano, inglês e português, consegue então a posição de tradutora-intérprete de Fidel Castro.
Ao longo dos anos, a mãe tentou várias vezes convencer Annie a voltar ao país natal, tendo inclusive visitado a filha em Cuba, mas nunca teve sucesso, já que a filha só regressou a Portugal a 29 de dezembro de 1974, estando o pai já preso no Processo Revolucionário em Curso. Vem a trabalhar na 5ª Divisão do Estado-Maior das Forças Armadas. Torna-se então secretária de Varela Gomes, um dos responsáveis pelo "Serviço de Coordenação da Extinção da PIDE/DGS e LP", serviço que encabeçaria não apenas prisões judiciais de ex-agentes e "colaboradores" da antiga polícia política, mas também acções "musculadas" muitas vezes caracterizadas por faltas de corpo de provas e contextualização legal, com outros abusos que viriam mais tarde a ser alvo de escrutínio.
Em 1981, já depois da morte do pai, viajou novamente para Cuba, de novo para trabalhar na Equipa de Serviços de Tradutores e Intérpretes do regime. 7 anos mais tarde, é lhe foi detetado um nódulo no peito. Os médicos recomendaram que fosse operado de imediato, mas Annie recusou devido a uma viagem de trabalho à Coreia do Norte. Foi finalmente operada quatro meses depois, mas é encontrado um cancro num estado já muito avançado. A 13 de julho de 1990, morreu então em Cuba, com 54 anos, sendo enterrada no cemitério Cólon em Havana, numa campa anónima.

## Representações na cultura
A vida de Annie Silva Pais foi o foco de uma reportagem de José Pedro Castanheira e Valdemar Cruz, feita depois de Castanheira ter ouvido falar de Annie numa entrevista ao embaixador Gonzaga Ferreira, que tinha trabalhado em Cuba. Tal reportagem daria origem ao livro A Filha Rebelde, dos mesmos autores, de forma a publicar todo o material que tinha ficado fora da reportagem.
Desde então Annie Silva Pais já inspirou vários outros livros e algumas adaptações, como a peça de teatro "A Filha Rebelde", tendo sido então interpretada por Ana Brandão. Já na série de televisão Cuba Libre, é interpretada por Beatriz Godinho.